# Аугустув (Козеницький повіт)
Аугустув (пол. Augustów) — село в Польщі, у гміні Грабув-над-Пилицею Козеницького повіту Мазовецького воєводства.
Населення — 545 осіб (2011).
У 1975-1998 роках село належало до Радомського воєводства.

## Демографія
Демографічна структура станом на 31 березня 2011 року:
|          | Загалом | Допрацездатний вік | Працездатний вік | Постпрацездатний вік |
| -------- | ------- | ------------------ | ---------------- | -------------------- |
| Чоловіки | 282     | 69                 | 190              | 23                   |
| Жінки    | 263     | 69                 | 150              | 44                   |
| Разом    | 545     | 138                | 340              | 67                   |